# Cerf-volant droit

Cerf-volant droit avec ses cercles circonscrit inscrit.

Quadrilatère circonscriptible divisé en quatre cerfs-volants droits.

En géométrie euclidienne, un cerf-volant droit est un cerf-volant (quadrilatère dont les quatre côtés peuvent être regroupés en deux paires de côtés adjacents de même longueur) ayant deux angles droits opposés. Une condition équivalente est qu'il soit inscrit dans un cercle, autrement dit inscriptible. 

## Propriétés
Les cerfs-volants droits sont convexes.
L'une des diagonales (celle qui est axe de symétrie) divise le cerf-volant droit en deux triangles rectangles et est également un diamètre du cercle circonscrit.
Les cerfs-volants droits sont des quadrilatères bicentriques (quadrilatères ayant un cercle circonscrit et un cercle inscrit), puisque tous les cerfs-volants ont un cercle inscrit (autrement dit sont circonscriptibles).
Les cerfs-volants convexes étant les quadrilatères à la fois circonscriptibles et orthodiagonaux, les cerfs-volants droits sont les quadrilatères bicentriques orthodiagonaux.

## Cas particulier
Un cerf-volant droit est un carré, si et seulement si ses diagonales sont de même longueur, ou si et seulement si le cercle inscrit et le cercle circonscrit sont concentriques.

## Exemple
Dans un quadrilatère circonscriptible (ayant un cercle inscrit), les quatre segments de droite joignant le centre du cercle inscrit et les points de contact de celui-ci avec le quadrilatère divisent le quadrilatère en quatre cerfs-volants droits.

## Formules métriques
Puisqu'un cerf-volant droit peut être divisé en deux triangles rectangles, les formules métriques suivantes découlent facilement des propriétés bien connues des triangles rectangles. Dans un cerf-volant droit ABCD où les angles opposés {\displaystyle {\widehat {B}}} et {\displaystyle {\widehat {D}}} sont droits, les deux autres angles sont donnés par
{\displaystyle \tan {\frac {\widehat {A}}{2}}={\frac {b}{a}},\qquad \tan {\frac {\widehat {C}}{2}}={\frac {a}{b}}}
où {\displaystyle a=AB=AD} et {\displaystyle b=BC=CD} . L'aire d'un cerf-volant droit est donnée par
{\displaystyle \displaystyle S=ab.}
La diagonale [AC] qui est axe de symétrie a pour longueur
{\displaystyle c={\sqrt {a^{2}+b^{2}}}}
et, puisque les diagonales sont perpendiculaires un cerf-volant droit est un quadrilatère orthodiagonal d'aire {\displaystyle S={\frac {cd}{2}}}  ou d est la longueur de l'autre diagonale [BD]), ce qui donne
{\displaystyle d={\frac {2ab}{\sqrt {a^{2}+b^{2}}}}.}
Le rayon du cercle circonscrit est (par le théorème de Pythagore)
{\displaystyle R={\tfrac {1}{2}}{\sqrt {a^{2}+b^{2}}}}
et, puisque tous les cerfs-volants sont des quadrilatères circonscriptibles, le rayon du cercle inscrit est donné par
{\displaystyle r={\frac {S}{p}}={\frac {ab}{a+b}}}
où p est le demi-périmètre.
L'aire est donnée en fonction des rayons R et r des cercles circonscrit et inscrit par 
{\displaystyle S=r(r+{\sqrt {4R^{2}+r^{2}}}).}
Si les segments joignant le point d'intersection des diagonales aux sommets pris dans le sens des aiguilles d'une montre sont de longueurs  {\displaystyle d_{1}}, {\displaystyle d_{2}}, {\displaystyle d_{3}}, et {\displaystyle d_{4}}, alors,
{\displaystyle d_{1}d_{3}=d_{2}d_{4}}.
Ceci provient directement du théorème de la moyenne géométrique.

## Dualité
Le polygone dual du cerf-volant droit est le trapèze circonscriptible isocèle.